# Samoa
Samoa ([səˈmoʊə]), oficial Statul Independent Samoa (în samoană Malo Sa'oloto Tuto'atasi o Samoa, în engleză Independent State of Samoa, este o țară insulară din sudul Oceanului Pacific. Statul este cunoscut de asemenea sub denumirea anterioară Samoa de Vest, Samoa de Est fiind Samoa Americană. Este independent din 1 ianuarie 1962, fiind admis în Organizația Națiunilor Unite pe data de 15 decembrie 1976..

## Schimbarea fusului orar
Pentru a se afla în același fus orar cu Australia și Noua Zeelandă, principalii parteneri comerciali din regiune, statul Samoa și insulele Tokelau au decis ca la sfârșitul anului 2011 să procedeze la modificarea Liniei internaționale de schimbare a datei (linia imaginară care separă două zile calendaristice consecutive), prin mutarea lor din vestul teritoriului în estul său. În felul acesta, ziua de 30 decembrie 2011 nu a mai existat, deoarece după ora 23:59 din ziua de 29 decembrie 2011, ora oficială în Samoa și Tokelau a devenit 00:00 în ziua de 31 decembrie 2011. Până la  29 decembrie 2011, Samoa era cu 21 de ore în urma față de Sidney. Începând cu 29 decembrie, este cu 3 ore înainte. În felul acesta se revine la situația existentă cu 119 ani în urmă, când comercianții americani au convins autoritățile din Samoa să își alinieze fusul orar la cel pe care se situa Samoa Americană, pentru a facilita comerțul acestora cu California.

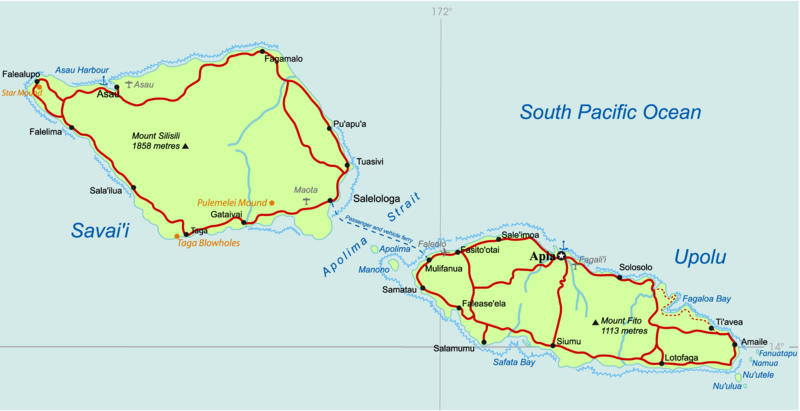
Harta Statului Samoa

## Istorie
Insulele au fost descoperite de către olandezi în prima jumătate a secolului al XVIII-lea, iar apoi au fost explorate de marinarii francezi, în cadrul expedițiilor acestora. La sfârșitul secolului al XIX-lea ele au fost ocupate de S.U.A., Marea Britanie și Germania. În anul 1899, prin Tratatul de la Berlin (1899), au fost împărțite în zona de est (actuala Samoa Americană) și zona de vest care aparținea Germaniei și care, apoi, a intrat sub protecția neozeelandeză. Partea de vest și-a dobândit autonomia în anul 1959 și independența în anul 1962. 

## Demografie
Recensământul de la 2016 a stabilit că aici locuiau 194.320 de oameni, din care 92,6% erau de etnie samoană. Limba samoană, înrudită îndeaproape cu hawaiiana (ambele făcând parte din familia polineziană) și engleza sunt oficiale, numai că vorbitorii de samoană sunt mai mulți. Constituția acestei țări, începând din 2017, declară creștinismul religie de stat.  În 2011, populația majoritară s-a declarat creștină, estimându-se că din ea 31,8% erau catolici. Mai sunt 7,6% mormoni și o comunitate importantă de Baha'i.   